# Clematis coahuilensis
Clematis coahuilensis là một loài thực vật có hoa trong họ Mao lương. Loài này được D.J.Keil mô tả khoa học đầu tiên năm 1977.